# Zbór ewangelicko-augsburski w Wierzchucinie
Zbór ewangelicko-augsburski w Wierzchucinie – dawna parafia Kościoła Ewangelicko-Unijnego, obecnie filiał Wierzchucino Parafii Ewangelicko-Augsburskiej Gdańsk-Gdynia-Sopot w Sopocie, w diecezji pomorsko-wielkopolskiej.
W miejsce pierwszej dziewiętnastowiecznej świątyni z muru pruskiego, w 1882 r. zbudowano ceglany kościół neogotycki. Po 1945 r. był opuszczony i zniszczeniu uległo wyposażenie. Odzyskany dzięki staraniom ks. seniora Edwarda Dietza, został na nowo poświęcony 10 września 1961 r. Przeniesiono wówczas do niego zabytkowe wyposażenie z nieczynnego kościoła w Janowicach. Częściowo zachował się zabytkowy cmentarz. Obecnie w filiale odprawiane są sporadycznie nabożeństwa domowe.